# Paraliparis trunovi
Paraliparis trunovi és una espècie de peix pertanyent a la família dels lipàrids.

## Hàbitat
És un peix marí i batidemersal que viu entre 960 i 1.010 m de fondària.

## Distribució geogràfica
Es troba a l'oceà Antàrtic.

## Observacions
És inofensiu per als humans.